# 王立公園 (スウェーデン)
王立公園（おうりつこうえん、英語: The King's Garden）またはクングストレードゴーデン（スウェーデン語: Kungsträdgården, 英語: The King's Tree Garden）は、スウェーデンのストックホルムの中心部にある公園。
クングストレードゴーデンには、クングストレーゴーデン、クングストレッドゴーデン、クングストラッドゴーデン、クングストラッドゴーダンなどの表記ゆれがある。

## 概要

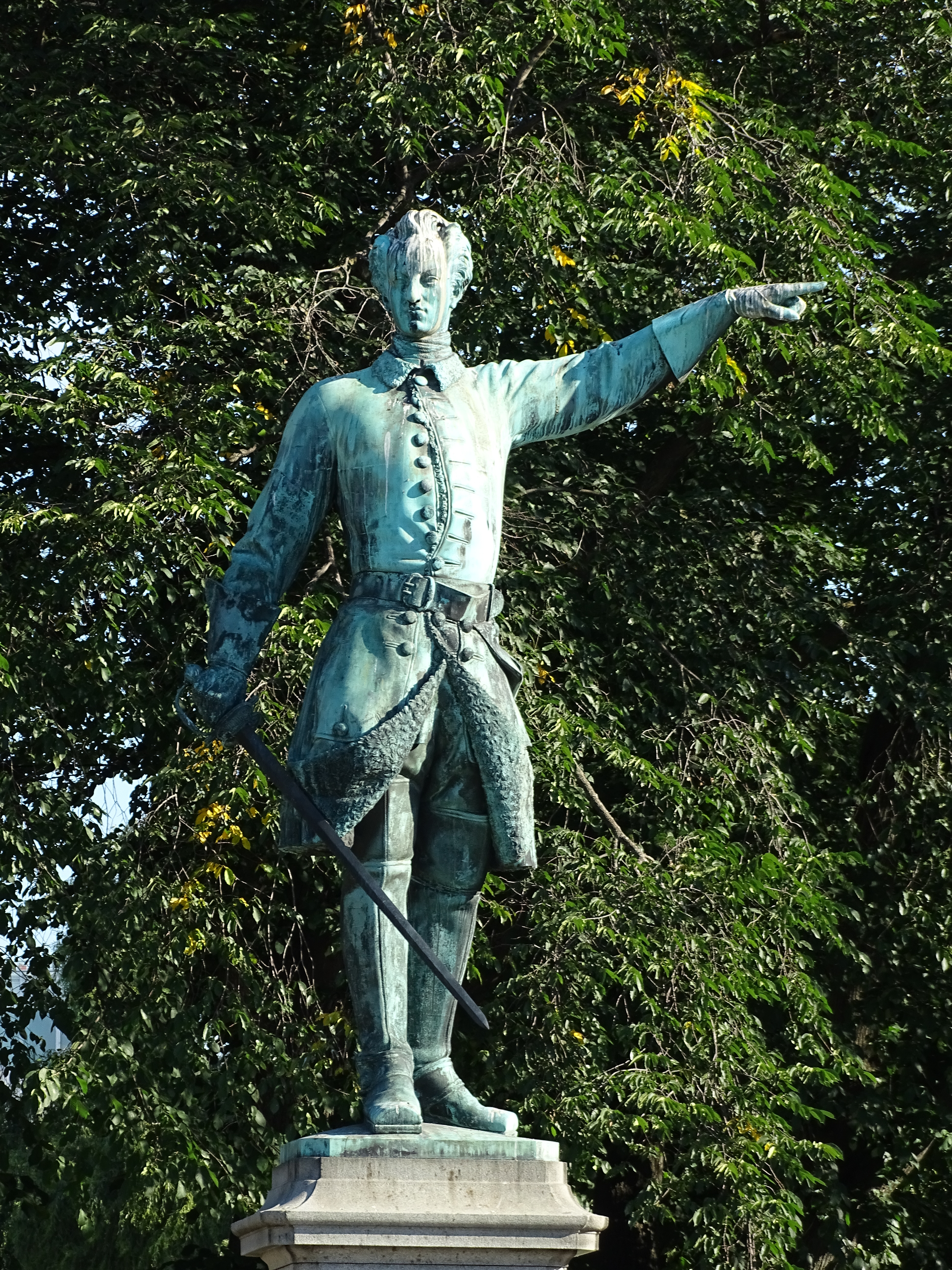
カール12世像

ストックホルムで最も長い歴史をもつ公園の1つである。主にカール12世広場 (sv:Karl XII:s torg)、カール13世広場 (Square of Charles XIII)、モリンの噴水 (sv:Molins fontän) 広場、ヴォロダルスキの噴水 (Fountain of Wolodarski) 広場から構成されている。
カール12世広場の中心にはカール12世の像が、カール13世広場の中心にはカール13世の像がある。カール12世像は、ロシアの方向を左手で指差している。ヴォロダルスキの噴水広場には、サクラの木が植えられている。冬には、スケートリンクが設備され、無料でアイススケートをすることができる。

## 歴史

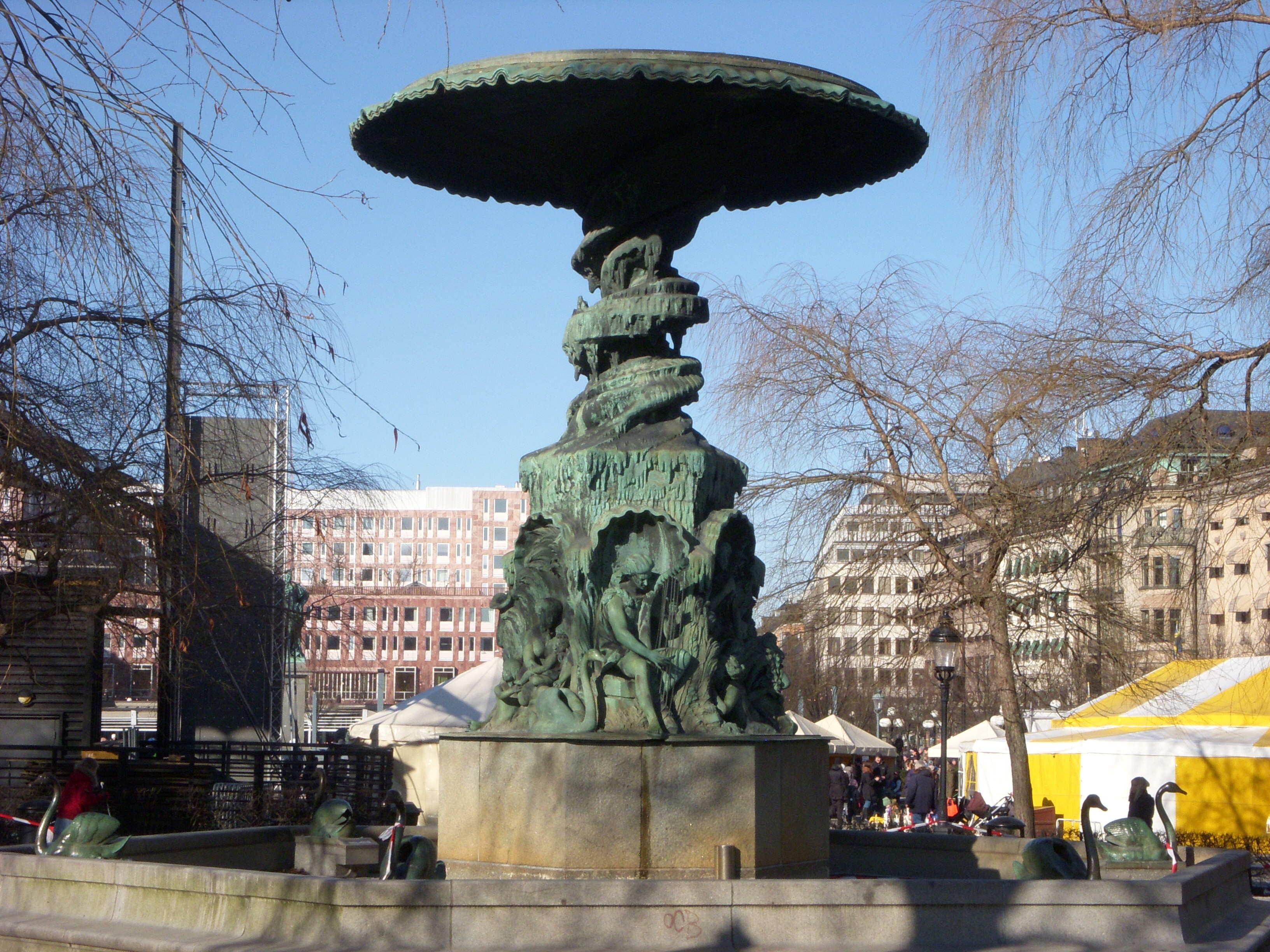
モリンの噴水

1430年にエーリク7世の個人的なキャベツ畑として使われていたという記録が残っている。1530年にはグスタフ1世の個人的な庭園として使われていた。1635年、フランス式庭園を有するマカロス宮殿 (en:Makalös) が南の端に建造される。
18世紀末に一般に開放された。1825年、マカロス宮殿が火災によって全焼する。1875年、ストックホルム市の管理のもとに置かれる。1998年、ヴォロダルスキの噴水広場に、63本の八重桜が日本よりスウェーデン国王に贈られ、植樹される。

## 交通アクセス・周辺
最寄り駅は、ストックホルム地下鉄ブロー線 (sv:Blå linjen (Stockholms tunnelbana)) の王立公園駅である。
公園の北側にはハムンガータン (sv:Hamngatan, Stockholm) という通りが、東側にはクングストラッドゴードシュガータン (sv:Kungsträdgårdsgatan) があり、南側には Strömgatan という通りがある。ハムンガータンを挟んですぐのところに、百貨店ノーディスカ・コンパニーが立地している。
公園の西隣には、Strömgatan 沿いにスウェーデン王立歌劇場があり、その北側には1644年建造の聖ヤコブ教会 (sv:Jacobs kyrka) があり、またハムンガータン沿いにユニクロの北欧1号店であるクングストラッドゴーダン店がある。